# Cool Girl!
Cool Girl! je české komediální drama debutujícího režiséra Jeremyho Tichého, jenž, spolu s autorkou stejnojmenné knižní předlohy Lenou Valenovou, napsal scénář. V něm se tři mladé hrdinky přihlásí do soutěže Cool Girl!; chovají naději, že vítězství jim pomůže nasměrovat život kýženým směrem. Postupem času však dospívají k poznání, že k tomu, aby si člověk uvědomil svou hodnotu, je důležitá sebedůvěra.
Tvůrci se rozhodli nabídnout publiku hru: natočili tři alternativní konce, pokaždé s jinou vítězkou soutěže, tj. různým vyústěním. Diváci nikoli předem, ale až v kině zjistili, které finále jim bylo promítnuto.
Film vstoupil do českých kin 25. května 2023.

## Obsazení
| Kristýna Kotianová | Anet  |
| Anna Šulcová       | Tina  |
| Dominique Alagia   | Marta |
| Linda Rybová       |       |
| Kateřina Brožová   | Iveta |
| Jan Šťastný        | Luďek |
| Jiří Dvořák        |       |
| Zuzana Norisová    |       |
| Filip Blažek       | Marek |
| Sabina Laurinová   | Linda |
| Robert Cejnar      | Olda  |